# Rhytidoponera nudata
Rhytidoponera nudata é uma espécie de formiga do gênero Rhytidoponera.